# Landeshauptmann
Der Landeshauptmann ist Vorsitzender einer Landesregierung und, vor dem Landesamtsdirektor, oberster Beamter eines Landes. Heute werden insbesondere die Vorsitzenden der Landesregierungen in Österreich, Südtirol und im Trentino als Landeshauptmann (Plural Landeshauptmänner oder Landeshauptleute) bezeichnet. Ihre Funktion entspricht in etwa der eines deutschen Ministerpräsidenten oder eines Schweizer Regierungspräsidenten (in einigen Kantonen auch Landammann genannt).
Im kaiserlichen Österreich (nicht jedoch in Ungarn) war Landeshauptmann von 1861 bis 1918 der Titel des Landtagspräsidenten eines Kronlandes, ausgenommen Niederösterreich, Galizien und Böhmen, wo die Titel Landmarschall und Oberstlandmarschall (Böhmen) verwendet wurden. Der Landeshauptmann führte auch den Vorsitz im Landesausschuss. Dieser war der Exekutivausschuss des Landtages und gilt als Vorläufer der heutigen Landesregierungen. Landeshauptleute wurden vom Kaiser persönlich aus den Mitgliedern eines Landtages ausgewählt und ernannt.
In Preußen war der Landeshauptmann (auch Landesdirektor) seit 1875 der vom Provinziallandtag gewählte höchste Beamte eines Provinzialverbandes.

## Ursprünge
In der frühen Neuzeit war der Landeshauptmann ein Vertreter des Kaisers oder eines Landesfürsten. Die Befugnisse der Landeshauptleute wiesen von Land zu Land Unterschiede auf. Im Allgemeinen waren sie mit Aufgaben in der Finanzverwaltung befasst. Deshalb waren sie nicht nur dem Landesherrn, sondern auch den Landständen gegenüber zur Rechenschaft verpflichtet. Später wurden neben den Landeshauptleuten Statthalter oder Gouverneure als kaiserliche Beamte berufen. Das politische Amt der Landeshauptmannschaft gab es im gesamten Heiligen Römischen Reich Deutscher Nation, zum Beispiel in Böhmen und Mähren, in Schlesien, in der Grafschaft Glatz und in der Ober- und Niederlausitz, in Preußen usw.

## Österreich
Siehe auch:
- Kategorie:Landeshauptmann (Österreich) (auch die Habsburgischen)
- Liste der österreichischen Landeshauptleute (seit 1918)

### Habsburgermonarchie
In den nichtungarischen Ländern der Monarchie, ab 1867 in Österreich-Ungarn als Cisleithanien (westliche Reichshälfte) bezeichnet, wurde vom Kaiser mit dem sogenannten Februarpatent, der Reichsverfassung 1861, eine auf der historischen Entwicklung beruhende Doppelstruktur festgelegt: mit dem Landeshauptmann als Leiter der autonomen Landespolitik und dem k.k. Landeschef (in den meisten Kronländern Statthalter, in manchen Landespräsident genannt) als Vertreter des Kaisers als Landesfürst und der Wiener Zentralregierung.

### Republik Österreich
Diese Doppelstruktur wurde bei der Gründung der Ersten Republik 1918 beseitigt: Mit dem Gesetz vom 14. November 1918 betreffend die Übernahme der Staatsgewalt in den Ländern wurden am 20. November Statthalter und bisherige Landtage abgeschafft und provisorische Landesversammlungen sowie Landesregierungen mit einem Landeshauptmann als Vorsitzendem eingesetzt. Die Landesregierungen waren dem deutschösterreichischen Staatsrat weisungsgebunden.
Seit dem Beschluss der Bundesverfassung von 1920 vereinigt der Landeshauptmann in seiner Funktion die Ämter des Vertreters der Bundesregierung im Land (er ist de jure monokratisch für die mittelbare Bundesverwaltung verantwortlich) und des Vorsitzenden des Kollegialorgans Landesregierung gemäß der jeweiligen Landesverfassung. Das Amt ist grob mit dem eines Ministerpräsidenten eines Bundeslandes bzw. des Regierenden Bürgermeisters eines Stadtstaates in Deutschland vergleichbar, die allerdings im deutschen Verfassungsgefüge keine Aufgaben im Bereich der Bundesverwaltung wahrnehmen.
Das Bundes-Verfassungsgesetz räumt dem Landeshauptmann eine besondere Stellung ein. Demnach ist er der wichtigste Vertreter des Staates (des Bundes) auf Landesebene. Der Landeshauptmann wird vom Landtag gewählt (Ausnahme: Wien, s. u.) und vom Bundespräsidenten angelobt. In seiner Eigenschaft als Träger der mittelbaren Bundesverwaltung ist er der Bundesregierung verantwortlich. In der Ausübung der mittelbaren Bundesverwaltung wird er in der Regel aber durch das mit dem jeweiligen Ressort betraute Mitglied der Landesregierung (Landesrat) vertreten. In Wien ist der Bürgermeister gleichzeitig Landeshauptmann und wird vom Gemeinderat (der zugleich Landtag ist) gewählt.
Zu den Aufgaben des Landeshauptmannes gehören:
- Vertretung des Landes nach außen, gegenüber der Bundesregierung, gegenüber den anderen Ländern und gegenüber Privaten
- Vorsitz in der Landesregierung, Einberufung und Leitung der Sitzungen der Landesregierung
- Angelobung der Mitglieder der Landesregierung (Landesräte)
- Kundmachung der Gesetzesbeschlüsse im Landesgesetzblatt, wenn kein Einspruch der Bundesregierung vorliegt[2]
- Ausübung der Bundesverwaltung auf Landesebene als gegenüber dem jeweiligen Bundesminister weisungsgebundenes Organ (mittelbare Bundesverwaltung), dazu gehören u. a. Gewerbe-, Wasser- und Forstrecht.
- in Krisenfällen Koordinator sämtlicher Behörden im Landesgebiet, einschließlich der Sicherheits- und Militärbehörden
- Vertretung des Landes in internationalen Belangen (z. B. Ausschuss der Regionen im Rahmen der EU bzw. Arge Alp)

In Österreich nicht gesetzlich verankert, aber realpolitisch einflussreich ist die Landeshauptleutekonferenz, in der jeder Landeshauptmann sein Bundesland vertritt.
Weiters vertritt der Landeshauptmann gemeinsam mit dem Landtagspräsidenten in der Integrationskonferenz der Länder sein Bundesland.
Sein Stellvertreter ist der Landeshauptmann- oder Landeshauptfraustellvertreter. In Vorarlberg wird dieser als Landesstatthalter bezeichnet.

### Bezeichnung weiblicher Landeshauptleute
Ob weibliche Landeshauptleute als Landeshauptmann, Landeshauptmännin oder Landeshauptfrau zu bezeichnen sind, ist nicht eindeutig festgelegt. Diese Frage stellte sich erstmals mit dem Amtsantritt von Waltraud Klasnic (ÖVP) in der Steiermark am 23. Jänner 1996, die sich als Frau Klasnic oder Frau Landeshauptmann ansprechen ließ und den Titel Landeshauptmann führte. Gabi Burgstaller (SPÖ), von 2004 bis 2013 Amtsinhaberin in Salzburg, bevorzugte hingegen den Titel Landeshauptfrau.
Alle nachfolgenden weiblichen Landeshauptleute verwendeten bisher ebenso die Bezeichnung Landeshauptfrau.
Die österreichische Verfassung sieht seit 1. Juli 1988 vor, dass Amtsbezeichnungen in geschlechtsspezifischer Form verwendet werden können (Art. 7 Absatz 3 B-VG).
Alt-österreichischen Gepflogenheiten entsprechend wird manchmal die Ehegattin des Amtsinhabers mit Frau Landeshauptmann angeredet; derartige titelbezogene Anreden für Gattinnen von Amtsinhabern oder Akademikern kam bis gut Mitte des 20. Jahrhunderts auch im übrigen deutschen Sprachraum vor. Die umgekehrte Form – Herr Landeshauptfrau – war jedoch nie ernstgemeint. Stellvertreter der Salzburger Landeshauptfrau bevorzugten die Bezeichnung Landeshauptmannstellvertreter, während die Stellvertreter der Niederösterreichischen Landeshauptfrau Johanna Mikl-Leitner als Landeshauptfraustellvertreter bezeichnet werden.

### Verwandtschaft und Verschwägerung untereinander
Die Steiermark und zuletzt Salzburg haben gemein, dass in beiden Bundesländern sowohl Vater wie auch Sohn als Landeshauptleute regiert haben, bzw. regieren. In beiden Fällen waren es ÖVP-Mitglieder, in beiden Fällen trugen Vater und Sohn dieselben Vornamen. Josef Krainer senior war von 1948 bis 1971 Landeschef der Steiermark; sein Sohn Josef Krainer junior von 1981 bis 1996. In Salzburg regierte Wilfried Haslauer senior von 1977 bis 1989; sein Sohn Wilfried Haslauer junior bekleidet seit 2013 das Amt des Salzburger Regierungschefs. In Tirol war Eduard Wallnöfer (ÖVP) Landeshauptmann von 1963 bis 1987, ihm folgte von 2002 bis 2008 sein Schwiegersohn Herwig van Staa (ebenfalls ÖVP bzw. ursprünglich Für Innsbruck).

## Preußen

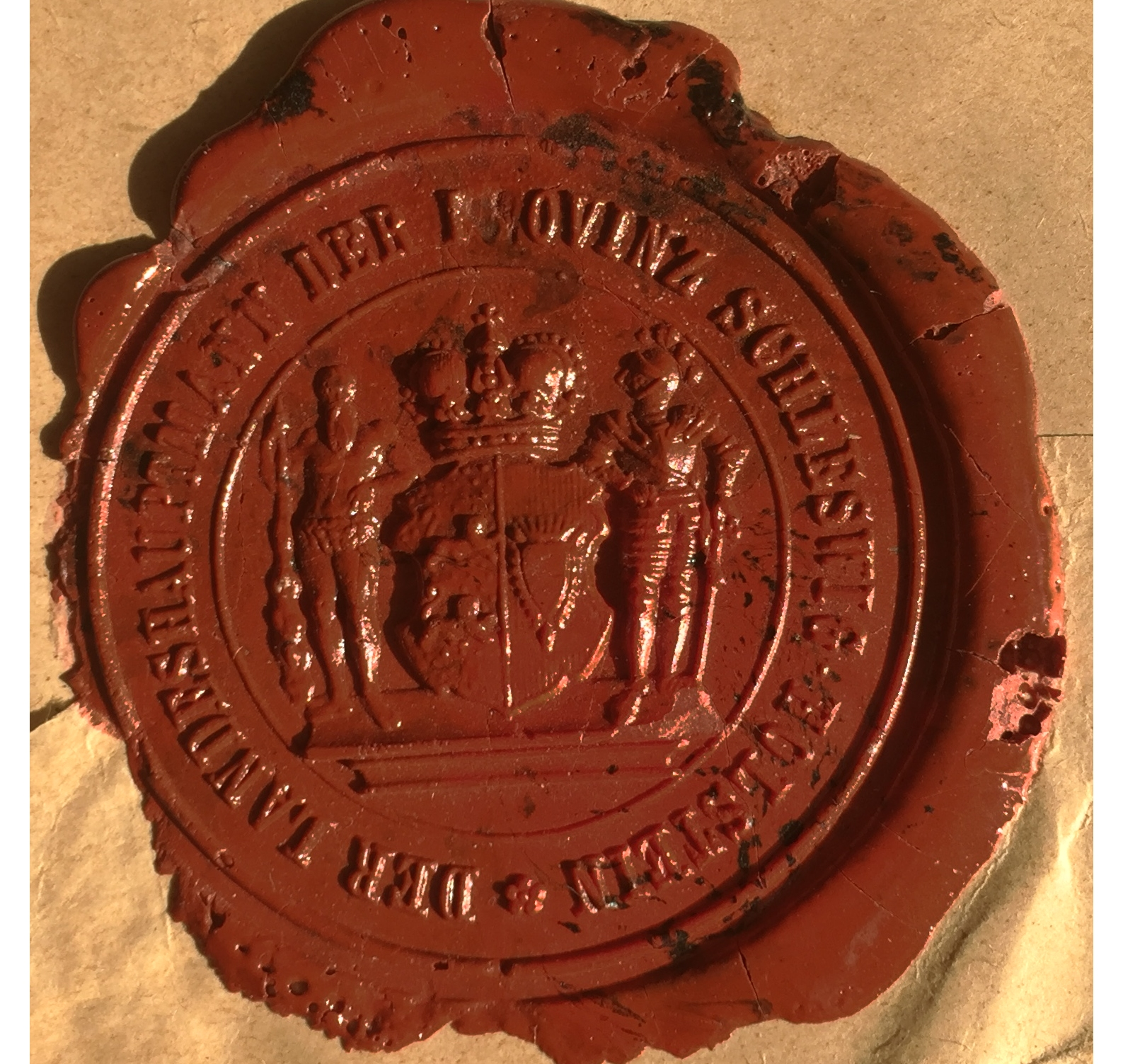
Siegel des Landeshauptmanns der Provinz Schleswig-Holstein

In Preußen war der Landeshauptmann (früher Landesdirektor) der seit 1875 vom Provinziallandtag gewählte höchste Beamte eines Provinzialverbandes. Er leitete die provinziale Selbstverwaltung, während der vom König ernannte Oberpräsident die Prärogative der Zentralregierung wahrnahm. Der Landesrat (Landessyndikus) und technische Beamte (Bauwesen) standen dem Landeshauptmann (Landesdirektor) zur Seite.
Wohl bis zum Ende des Königreichs Preußen arbeiteten die Landeshauptleute ehrenamtlich. Nach der Preußischen Provinzialordnung von 1875 wählten die Magistrate der Städte und die Kreistage die Mitglieder des Provinziallandtages für sechs, höchstens zwölf Jahre. Als Selbstverwaltungskörperschaften hatten die Landtage eigene Finanzen und Aufgaben (Staatschausseen, Sozialfürsorge, Wohnungs- und Siedlungswesen, Förderung von Wissenschaft und Kunst). Nach gleichem Wahlrecht gewählt wurden die Kommunalvertretungen und damit der Landtag erst seit 1919. Für den Provinzialverband Pommern wurden hauptamtliche Landeshauptleute auf fünf Jahre gewählt.
In mehreren aus Preußen hervorgegangenen Ländern der Bundesrepublik Deutschland besteht die „dritte kommunale Ebene“ (Höherer Kommunalverband) z. T. unter anderen Namen bis heute, so in Hessen (Landeswohlfahrtsverband), Niedersachsen (Ostfriesische Landschaft), Nordrhein-Westfalen (Landschaftsverband Rheinland und Landschaftsverband Westfalen-Lippe) und (bis 2000) in Rheinland-Pfalz, z. T. haben jetzt auch die Regierungspräsidenten/Regierungspräsidien diese Funktion inne.

## Deutsch-Neuguinea
Während der Verwaltung der späteren Kolonie Deutsch-Neuguinea durch die Neuguinea-Kompagnie von 1885 bis 1899 übte ein Landeshauptmann in dem so genannten „Schutzgebiet“ Hoheitsrechte aus.
Am 16. Mai 1885 erteilte das Deutsche Reich der Neuguinea-Kompagnie einen „Kaiserlichen Schutzbrief“, durch den ihr die Landeshoheit über das „Schutzgebiet Deutsch-Neuguinea“ übertragen wurde. Die Neuguinea-Kompagnie verwaltete die deutsche Kolonie mit kurzen Unterbrechungen bis zum Jahre 1899.
Zum ersten Landeshauptmann wurde Georg von Schleinitz, ein hoher Marineoffizier bestellt. Nach Schleinitz wurde die Landesverwaltung der Neuguinea-Kompagnie fast nur noch durch kommissarisch bestellte Landeshauptmänner wahrgenommen. Am 1. November 1889 gab die Kompanie die Verwaltung vorübergehend in die Hand von Reichsbeamten ab. Am 1. September 1892 wurde noch einmal kurzfristig mit Georg Schmiele ein ordentlicher Landeshauptmann berufen.
Den Aufgaben in der Kolonie war die Neuguinea-Kompagnie auf die Dauer jedoch nicht gewachsen. Wirtschaftlich und politisch gescheitert, trat die Neuguinea-Kompagnie unter Löschung des Schutzbriefes die landeshoheitlichen Rechte und damit die Verwaltung der Kolonie am 1. April 1899 endgültig an das Deutsche Reich ab.

## Südtirol und Trentino
In Südtirol und im Trentino wird im Deutschen die Bezeichnung Landeshauptmann für die Vorsitzenden der Landesregierung genannten Provinzregierungen (Presidente della Giunta provinciale) verwendet; die moderne Begriffsverwendung schließt dabei an die lange historische Tradition der Tiroler Landeshauptmannschaft an.
Der Landeshauptmann von Südtirol vertritt das Land nach außen und nimmt an der Staat-Regionen- und der Autonome-Provinzen-Konferenz in Rom teil. Außerdem kann er an den Sitzungen der italienischen Regierung (Ministerrat) teilnehmen, soweit Fragen des Landes Südtirol betroffen sind. Ihm werden zwei Stellvertreter zur Seite gestellt, von denen jeweils einer der deutschen und einer der italienischen Sprachgruppe angehören muss. Der Landeshauptmann wird vom Landtag gewählt. Die Wahlgesetzgebung fällt in die Zuständigkeit des Landes. Siehe auch Südtiroler Landesregierung.
Die Begrifflichkeiten Landeshauptmann und Land Südtirol wurden in Anlehnung an Österreich eingeführt; aus italienischer Sicht handelt es sich bei Südtirol und dem Trentino um die Provinzen Bozen und Trient, die mit umfangreichen Autonomierechten ausgestattet sind. Für die übrigen Provinzen in Italien wird der Begriff „Landeshauptmann“ nicht verwendet; meist wird in deutschen Texten die Amtsbezeichnung mit „Präsident der Provinz“ übersetzt. Ebenso wird die deutsche Bezeichnung „Land“ allein für die beiden autonomen, mit Sonderrechten ausgestatteten Provinzen Südtirol und Trentino angewandt und nicht für die übrigen Provinzen.

## Schweiz
Die Verwendung des Begriffs in der Alten Eidgenossenschaft ist nicht einheitlich. Die Amtsbezeichnung (oft auch als Landshauptmann) wurde vor allem in den Länderorten verwendet, wobei in der Regel der militärische Aspekt des Amtes überwog. Es ist nicht mit jenem des Landammanns identisch.
In der Republik Wallis (heute Kanton Wallis) wurde das Staatsoberhaupt von 1288 bis 1798 als Landeshauptmann bezeichnet, ebenfalls gebräuchlich war zumindest zeitweise die Bezeichnung Zendenbannerherr. Bekannte Landeshauptmänner entstammten vor allem den Familien In-Albon und aus dem Geschlecht der Schiner. 1388 wurde der erste Landeshauptmann Simon Murmann ab Wyler auf dem Landestag von den sieben Zehnden von Wallis sowie durch den Bischof und das Domkapitel von Sitten gewählt. Der Landeshauptmann agierte zudem vor allem als weltlicher Vertreter des Bischofs. Die Amtszeit betrug zunächst ein Jahr, wurde im 15. Jahrhundert auf zwei Jahre ausgedehnt, und variierte ab dem 16. Jahrhundert. Als Vertreter dienten dem Landeshauptmann anfänglich Familiaren, ab der Mitte des 16. Jahrhunderts der Vize-Landeshauptmann. Die Zuständigkeit des Landeshauptmannes umfasste ab 1631 die Einberufung des Landrates, die diplomatische Vertretung, bis 1571 den Vorsitz des Gerichts auf der großen Brücke von Sitten. Das Amt des Landeshauptmannes wurde 1798 durch das Ancien Regime abgeschafft, Landeshauptmann war zu diesem Zeitpunkt Jakob Valentin Sigristen.
Seit der Mitte des 20. Jahrhunderts trägt der Präsident des Grossen Rates des Kantons Wallis den Titel Landeshauptmann.
Im Kanton Appenzell Innerrhoden wird die Bezeichnung Landeshauptmann immer noch vom Minister für Land- und Forstwirtschaft (Vorsteher des Land- und Forstwirtschaftsdepartements der Standeskommission) getragen.

## Finnland
In Finnland wird vom Staatspräsidenten ein Landeshauptmann bestellt, der die Regierungsgewalt über eine Provinz innehat. In der teilautonomen Provinz Åland
wird vom Volk ein Landtag gewählt, der als Exekutivorgan den Landschaftsrat bestellt, dessen Vorsitzender dem finnischen Landeshauptmann ähnlich ist.

## Schweden
Den schwedischen Verwaltungsbezirken (Län) steht ein sogenannter Landshövding vor, das im Prinzip auch als Landeshauptmann übersetzt werden kann. Ein Landshövding wird von der Staatsregierung in Stockholm ernannt und hat eine Art Vermittler- und Koordinationsfunktion – er vertritt die Interessen des Gesamtstaates auf Bezirksebene, bzw. umgekehrt die Interessen des Bezirkes gegenüber der Regierung.

## Tschechien
Die Bezeichnung „Hauptmann“ (Hejtman) wird auch in Tschechien als Bezeichnung für die Ratsvorsitzenden der jeweiligen Regionsräte verwendet. Ein weiterer Begriff ist Kreishauptmann. Der vom Regionsparlament gewählte Hauptmann leitet die Sitzungen des Regionsrates und repräsentiert die Region nach außen.